# Sharon Isbin

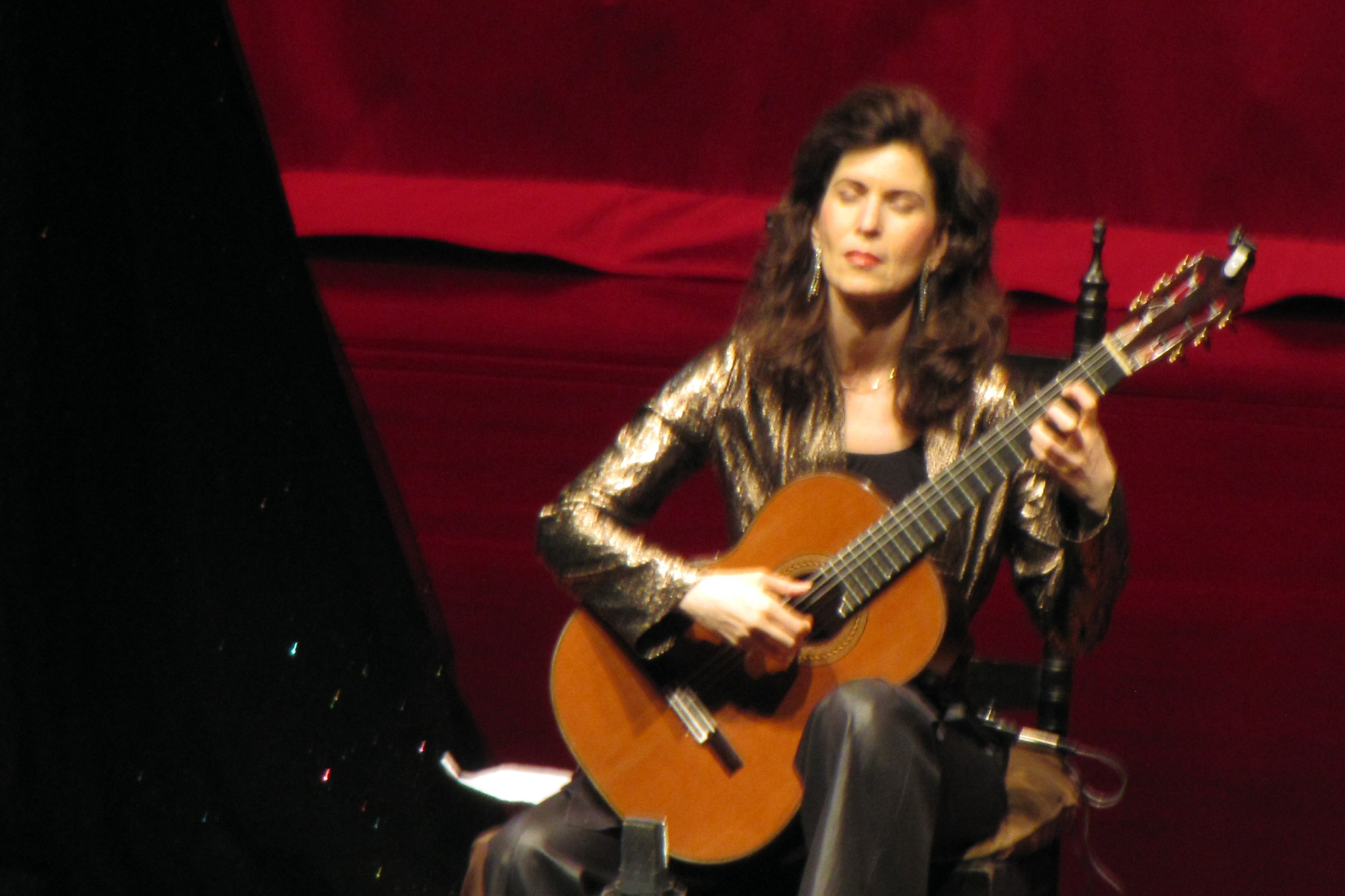
Sharon Isbin 2011.

Sharon Isbin, född i St. Louis Park, Minnesota, är en amerikansk klassisk gitarrist. Hon har grundat gitarrdepartementet vid The Juilliard School, för vilket departement hon är rektor.

## Biografi
Sharon Isbin är dotter till professorn i chemical engineering vid Minnesota university Herbert S. Isbin. Hon började studera gitarr i Italien vid nio års ålder, där hennes familj bodde under ett år, och hade innan dess spelat piano. Hennes första lärare Aldo Minella hade studerat tillsammans med Segovia. När hon var 14 år uppträdde hon med Minnesota Orchestra. Hon undervisades sedermera av Andrès Segovia, Rosalyn Tureck och Oscar Ghiglia. Hon har en bachelor of arts cum laude från Yale university.
Isbin spelar klassiska stycken från barocken, spanska och latinska gitarrstycken, brittisk folkmusik, och modern jazz och fusion. Hon har gjort inspelningar på exempelvis Francisco Tárregas "Recuerdos de la Alhambra", Joaquín Rodrigos "Concierto de Aranjuez", gitarrtolkningar av Bachs musik för luta, och Isaac Albéniz' Asturias, samt uppfört en mängd till henne nyskriven musik av samtida kompositörer som John Corigliano, Steve Vai och Howard Shore. Hon medverkar i musiken till filmen The Departed.
Hon vann en Grammy i klassen "Best Instrumental Soloist Performance (without orchestra)" 2001 för Dreams of a World, och 2010 för Journey to the New World, samt 2002 i klassen "Best Classical Contemporary Composition" med Concert de Gaudí for Guitar and Orchestra.